# Chrysotoxum chakassicum
Chrysotoxum chakassicum är en tvåvingeart som beskrevs av Violovitsh 1975. Chrysotoxum chakassicum ingår i släktet getingblomflugor, och familjen blomflugor. Inga underarter finns listade i Catalogue of Life.